# Marie-Dominique Chenu
Marie-Dominique Chenu, OP (Soisy-sur-Seine, 1895 - Convento de Saint-Jacques - Paris em 11 de Fevereiro de 1990), teólogo francês com grande influência no Concílio Vaticano II.
Entrou para a Ordem dos Pregadores em 1913, no Mosteiro Le Saulchoir, localizado região de Kain na Bélgica, mas administrado pelos dominicanos franceses, em uma época na qual muitas ordens monásticas estavam proibidas na França. Em 1920, concluiu os seus estudos em Roma e retornou para o Mosteiro Le Saulchoir. Pouco antes da Segunda Guerra Mundial, os integrantes do Mosteiro de Le Saulchoir foram transferidos para Etiolles, perto de Paris.
Especialista em história da Idade Média, foi efectuando também estudos teológicos. Um dos seus primeiros livros Une école de teologie (1937), foi em 1942 colocado no Index, o índice dos livros proibidos da Igreja Católica. Soube da notícia pela rádio e profundamente afectado, tanto mais que era superior do seu convento, nessa mesma noite demitiu-se do seu cargo directamente ao arcebispo de Paris, que lhe disse para ter calma, pois "dentro de vinte anos todos falaremos como você".
Depois da II Grande Guerra, entre 1946 e 1952 foi professor de história da Idade Média na École des Hautes Études da Universidade de Sorbonne, em Paris.
Em 1954, teve que sair de Paris por ordens do Vaticano, devido ao seu envolvimento com padres operários naquela cidade.
Reabilitado, ainda que não de forma completa, pois apenas pode participar no Concílio Vaticano II como consultor de um bispo de Madagascar, veio a ser reconhecido como um dos mais influentes teólogos do século XX.
Foi director do Bulletin thomiste de 1924 a 1934; director da Revue des sciences philosophiques et théologiques de 1928 a 1934; fundador do Institut d'études médiévales, anexo à Universidade de Montreal (em 1932); membro da Société de philosophie, de Lovaina; presidente da Société thomiste; colaborador de numerosas revistas de teologia, filosofia e história; consultor do Secretariado para os não-crentes. 
Fundador da revista teológica Concilium. Grandes especialista em Tomás de Aquino. 

## Livros publicados
- Une école de théologie (1937);
- Introduction à l' étude de saint Thomas (1950);
- La théologie comme science au XIIIe siec1e (1942);
- La théologie au XIIe siec1e (1957);
- La Théologie est-elle une science? (Fayard, Paris, 1957);
- Peuple de Dieu dans le monde (Cerf, Paris, 1966);
- La doctrine sociale de l’Eglise comme ideologie (1979), em co-autoria com Yves Congar, que contém uma análise de todas as encíclicas sociais dos Papas[1].